# Čir na rožnjači
Čir na rožnjači je zapaljenjski proces u prednjem segmentu oka, koji za posledicu ima oštećen jednog od slojeva rožnjače, najčešće strome. Manifestuje se sivom mrljom koja je uočljiva pri odgovarajućem osvetljenju. Ona se povećava i izaziva bol, svrab, otok, crvenilo, gnojni sekret i gubljenje vida. Pored toga što može biti izazvan nepravilnom upotrebom očnih sočiva, mogu ga izazvati i leteće čestice metala, drva, stakla, praćine koji dopiru do oka.

## Relevantna anatomija i fiziologija rožnjače
Rožnjača (lat. cornea) je vidljivi prednji deo najprozirnijeg sloja očne jabučica, jako tvrde konzistencije, po čemu je i dobila ime („tvrda kao rog”). U prečniku ima 11—12 milimetara, a debela je oko pola milimetra i sastoji se od više slojeva:
- na površini je višeslojni pločasti epitel.
- prednja membrana, ili membrana Boumani, deli epitel od strome.
- stroma sačinjava najveći deo debljine rožnjače. Ona je građena u vidu providnih ploča, koje su u stvari modifikovane ćelije.
- stroma se završava zadnjom membranom, koja je otporna na intraokularni pritisak, a ona se po autoru koji je prvi opisao zove membrana Deskemeti.
- unutrašnji sloj rožnjače komunicira sa prednjom očnom komorom. Ovaj sloj je građen od tankih endotelnih ćelija i označava se kao endotel.

Rožnjača nema krvnih sudova i ishranjuje se difuzijom iz okolnog tkiva.
Providnost rožnjače i njena pravilna zakrivljenost su osnove za dobar vid. U slučaju zamućenja na rožnjači (leukom) kao posledice bolesti ili povrede, dolazi do zamućenja i znatnog smanjenja vida. Nepravilna zakrivljenost rožnjače se jevlja ako postoji astigmatizam oka ili kupasta zakrivljenost (keratokonus).

## Epidemiologija
Morbiditet
Prevalencija ulceroznog keratitisa kod pacijenata sa reumatoidnim artritisom bila je 1,4% u retrospektivnoj studiji na 589 pacijenata. Studija iz 2014. godine koja je obuhvatila 70 pacijenata pokazala je da ulcerativni keratitis u načelu pogađa starije bolesnike, pretežno žene, od kojih su oko dve trećine imale RA.
Mortalitet
Razvoj čira na rožnjači povezan sa bolešću vezivnog tkiva ili vaskulitisom ima lošu prognozu.
Pacijenti sa reumatoidnim artritisom koji imaju skleritis i tanju rožnjaču umiru od čira na rožnjači u roku od 5 godina bez agresivnog lečenja. Ovaj tip čira na rožnjači može dovesti do stanjivanja rožnjače i perforacije u perilimbalnom području ili paracentralno.
Etničke grupe
Wegenerova granulomatoza nema etničku sklonost.
Pol
Reumatoidni artritis prvenstveno pogađa žene srednjih godina.
Skleroderma je 3-4 puta češća kod žena nego kod muškaraca.
Poliarteritis nodosa je 2,5 puta češće pogađa muškarce nego žene.
Ne postoji polna predikcija kod polesnika sa Wegenerovom granulomatozom.
Godine života
Čir na rožnjači povezan s autoinflamatornim bolestima ne pogađa decu. 
Osim malignog oblika Moorenovog čira, pacijenti sa ovom patologijom su obično stariji od 30 godina. Wegenerova granulomatoza može zahvatiti sve starosne grupe.
Sklerodermija obično počinje kod osoba u dobi od 30-50 godina.
Polyarteritis nodosa je češći kod muškaraca srednjih godina.

## Etiologija
Iako se naziv čir na rožnjači često koristi naizmenično sa nazivom bakterijski keratitis, u praksi su to dva različita entiteta. Bakterijski keratitis, označava bakterijsku infekciju oka sa mogućom pratećom ulceracijom rožnjače, ali on nije jedini uzrok bolesti, jer se čir na rožnjači označava i svaki gubitak tkiva rožnjače zbog mnogih drugih uzroka. 
Iako su akutni čirevi rožnjače u hitnim situacijama najvjerovatnije infektivne etiologiji, postoje i drugi — sterilni uzroci ulceracije. Zato se ova stranica posebno bavi i sterilnim čirevima rožnjače koji su povezani sa autoinflamatornim bolestima.
Autoimflamatorna patologija
Najčešća autoimune patologije sa manifestacijama čira na rožnjači uključuje:
- reumatoidni artritis (RA),
- sistemski eritematozni lupus (SLE),
- poremećaje vezivnog tkiva (Šegrenov sindrom, skleroderma, recidivirajući polihondritis)
- vaskulitis (granulomatozni sa poliangiitisom [GPA], poliarteritis nodoza, i retko, Behčetova bolest).

Pacijenti sa očnim manifestacijama autoinflamatornih bolesti često imaju sindrom suvog oka (keratoconjunctivitis sicca), koji može izazvati ulceraciju rožnjače. 
Ređe, autoinflamatorni proces može direktno napadati rožnjaču, uzrokujući periferni ulcerativni keratitis (PUK), stanje koje zahteva agresivno lečenje.
Neki slučajevi čira na rožnjači mogu biti i idiopatski. Ove neinfektivne ulceracije dodiruju periferiju rožnjače i svrstane su u dva klinička tipa. 
- Jedna je blaža, jednostrana, manje progresivna forma bolesti koja se obično vidi kod starijih pacijenata koji dobro reaguje na terapiju.
- Drugi tip je mnogo agresivnija, često je obostran, i težak je oblik bolest koja se obično javlja kod mlađih pacijenata koji slabo reaguju na bilo koju terapiju. Ona često dovodi do uništenja rožnjače. Sve veći broj dokaza pokazao je autoimunu osnovu za ovu patologiju.[4][5]

## Patogeneza
Patogeneza čireva rožnjače koja je povezana sa autoinflamatornim bolestima nije jasna. Mogući faktori koju su uključeni u imunološke odgovore, zanovaani su na nepoznatim antigenima i genetskoj osjetljivost, kao što su:
- genetska predispozicija za razvoj defektne supresorske T-limfocitne funkcije,
- proizvodnja autoantitiela (npr antinuklearnih antititela) i
- aktiviranje komplementarnog puta.

Periferni ulcerativni keratitis (PUK) je retka manifestacija reumatoidnog artritisa, koja se karakteriše — progresivnim stanjivanjem perifernig delova rožnjače, sekundarnim oslobađanjem kolagenaza i proteaza neutrofilima i / ili makrofagima i komplementarnom aktivacijom u području limbalne vaskulature i avaskularne rožnice, što dovodi do keratolize, sa ili bez ulceracije.
Genetski i ekološki faktori povezani su sa sistemskim eritematoznim lupusom. Kod genetski osjetljivih pojedinaca, određeni nadražaji iz okoline, kao što je virusna infekcija ili kontakt sa određenim lekovima, izazivaju promene u DNK, imunoregulatorne mreže, ili oboje, sa rezultujućim formiranjem autoantitela, uključujući antinuklearna antitiela (ANA).
Patogeneza poliarteritis nodosa nije jasna, ali kod nekih pacijenata može biti povezana sa hepatitis B antigenom povezanom bolesti imunog kompleksa ili drugim imunim kompleksima.
Moorenovi čirevi su, po definiciji, idiopatski. Međutim, postoji sve više dokaza koji sugeriše da je Moorenov čir, u stvari, autoimuna bolest koja isključivo napada stromu rožnjače, a pokreću je faktori iz okoline kod genetski osjetljivih pojedinaca. Prijavljeni su i slučajevi Moorenovog čir, kod helmintijaze, i povreda oka. Iako je je ova patologija ranije bila povezana sa hepatitisom C, novije studije nisu podržale ovaj odnos.

## Klinička slika
Klinička slika u kojoj dominiraju simptomi infekcija ili pojava čireva na rožnjači, uključuje i:
- zamagljen ili maglovit vid,

- crveno ili krvavo oko,

- svrab i iscedak,

- osetljivost na svetlost (fotofobija),

- veoma bolne i suzne oči,

- bela mrlja na rožnjači.

## Dijagnoza
Kompletna i sistemski uzeta medicinska anamneza i fizički pregled su neophodni kod ovih pacijenata, uključujući pitanja u vezi sa prisustvom gubitka težine, malaksalosti, bolova u mišićima ili slabosti i simptoma koji uključuju neurološki, respiratorni i bubrežni sistem.
Oftalmološki pregled
Suvi keratitis je prilično čest kod pacijenata sa čirom rožnjače koji je povezan sa autoinflamatornim bolestima. Površinski tačkasti keratitis, hemoza, rekurentni episkleritis i skleritis su takođe česti nalazi.
U slučaju sistemskog eritematoznog lupusa (SEL) , retinalni vaskulitis je evidentan na fluoresceinskoj angiografiji, sa intraretinalnim krvarenjima i mrljama poput vate. Oko 95% pacijenat razvija artralgiju i zglobne promene, a 70-80% pacijenata u nekom trenutku razvija kožne lezije. Osip u obliku leptira preko nosa i obraza javlja se kod oko 30% pacijenata sa SEL.
Murenov čir počinje kao sivo-beli infiltrat u perifernoj rožnjači, nakon čega sledi raspadanje epitela i topljenje strome. Na kraju se razvija u hronični, bolni periferni čir rožnjače koji napreduje cirkumferentno i centralno, stvarajući nadvišenu ivicu na njenoj centralnoj granici. Susedna konjunktiva i sklera su obično upaljene i hiperemične.
Opšti pregled
Granulomatoza sa poliangiitisom karakteriše se upalom nosa ili usne duplje, nekrotizirajućom i granulomatoznom upalom krvnih sudova gornjeg i donjeg respiratornog trakta, glomerulonefritisom i zahvaćenošću drugih organa sa upalom malih krvnih sudova.

## Terapija
Imuni čirevi rožnjače su bolesti površine oka sa višestrukim etiologijama. Imunosupresivni lekovi i sistemski ili lokalni steroidi mogu kontrolisati inflamatorni proces u nekim slučajevima, ali u težim slučajevima, čir može napredovati do topljenja ili perforacija. 

### Terapija lekovima
Medicinski tretman čira rožnjače je prvenstveno sistemski i treba ga koordinirati sa specijalistom za rožnjaču, reumatologom ili internistom. Oftalmološkom lečenju je najbolje pristupiti u koordinaciji sa subspecijalistima za rožnjaču i sa drugim specijalistima za spoljašnje bolesti i u saradnji sa internistom, po potrebi.
Lokalno primenjeni faktor rasta nerava (NGF) je uspešno korišćen kod nekih pacijenata sa neurotrofičnim ulkusima rožnjače i topljenjem rožnjače. 
Medicinska nega čireva rožnjače uključuje lokalnu i sistemsku terapiju kortikosteroidima i imunosupresivnu terapiju.

### Hirurška terapija
Hirurško lečenje čireva rožnjače uključuje sledeće:
- Resekciju susednog konjunktivalnog tkiva radi uklanjanja izvora kolagenaze, citokina i inflamatornih ćelija iz ulcerisane rožnjače

- Primenu tkivnih lepkova kao što je cijanoakrilatni lepak radi ograničavanja ulceracije u slučajevima predstojeće perforacije: Ovo može biti efikasno samo kod malih perforacija. Neprozirnost cijanoakrilatnog tkivnog lepka može zakloniti vizuelnu osu, posebno kod centralnih lezija rožnjače. 45
- Presađivanje amnionske membrane ili pokrivanje konjunktivalnim režnjem može se koristiti za lečenje ulkusa koji su relativno mali i ograničeni, sa dubinom manjom od polovine debljine rožnjače.
- Tektonska (rekonstruktivna) lamelarna ili penetrativna keratoplastika  može se izvesti da bi se obnovila normalna debljina rožnjače u slučajevima istanjene ili perforirane rožnjače. Ove su korisne terapijske opcije u odabranim slučajevima istanjenja rožnjače i perforacija, jer efikasno obnavljaju integritet oka i omogućavaju prihvatljivu vizuelnu rehabilitaciju. Međutim, ishodi keratoplastike izvedene kod sterilnog ulkusa nisu tako dobri kao kod infektivnih ulkusa rožnjače, verovatno zbog osnovnog inflamatornog stanja koje ometa proces zarastanja.

## Komplikacije
Čir na rožnjači, ako se ne leči pravilno i blagovremeno, može dovesti do stromalne nekroze, perforacije rožnjače i slepila. Pojava čireva rožnjače sa poznatom ili nepoznatom sistemskom bolešću zahteva hitnu obradu i upućivanje reumatologu.
Ozbiljne sistemske i lokalne komplikacije javljaju se kod pacijenata sa čirevima rožnjače usled autoimunih bolesti. U mnogim slučajevima, ova osnovna stanja su povezana sa visokom stopom smrtnosti.
Najozbiljnije očne komplikacije čira rožnjače uključuju perforaciju rožnjače sa sekundarnim infekcijama, ožiljke rožnjače i sekundarnu kataraktu i glaukom.

## Prognoza
Reumatoidni artritis (RA) je najčešći imunološki status povezan sa ulceracijom rožnjaće. Razvoj vanzglobnih karakteristika RA je povezana s povećanim morbiditetom i mortalitetom. U RA, periferni ulcerativni keratitis se obično manifestuje kasnije u procesu bolesti, a ne na početku bolesti, što ukazuje da se bolest pogoršava.
Nekoliko ranih studija pokazalo je povećanu stopu smrtnosti kod pacijenata sa skleritisom ili čirevima rožnjače. Novija studija je takođe potvrdila veću stopu smrtnosti među pacijentima sa RA koji su imali teške čireve rožnjače koji su zahtevali njenu transplantaciju, u poređenju sa pacijentima bez RA. Međutim, primena rana agresivne sistemski anti-upalne terapije pokazala je da se smanjuje tećina i morbiditet ulceroznog keratitisa.

## Literatura
- Aronson JK. Contact lenses and solutions. Aronson JK (ур.). Meyler's Side Effects of Drugs. (16th изд.). Waltham, MA: Elsevier B.. V.; 2016:580-581.
- Keenan, J. D.; McLeod, S. D. (2014). „Bacterial keratitis”.  Ур.: Yanoff M, Duker JS. Ophthalmology. (4th изд.). Philadelphia, PA: Elsevier Saunders..
- Keenan, J. D.; McLeod, S. D. (2014). „Fungal keratitis”.  Ур.: Yanoff M, Duker JS. Ophthalmology. (4th изд.). Philadelphia, PA: Elsevier Saunders..
- Lin, A.; Bouchard, C. S. (2014). „Noninfectious keratitis”.  Ур.: Yanoff M, Duker JS. Ophthalmology. (4th изд.). Philadelphia, PA: Elsevier Saunders..
- Soukiasian SH (2014). „Peripheral ulcerative keratitis”.  Ур.: Yanoff M, Duker JS. Ophthalmology. (4th изд.). Philadelphia, PA: Elsevier Saunders..
- Tuli, S. S.; Kubal, A. A. (2014). „Herpes simplex keratitis”.  Ур.: Yanoff M, Duker JS. Ophthalmology. (4th изд.). Philadelphia, PA: Elsevier Saunders..
- Yanoff, M.; Cameron, J. D. (2016). „Diseases of the visual system”.  Ур.: Goldman L, Schafer AI. Goldman-Cecil Medicine. (25th изд.). Philadelphia, PA: Elsevier Saunders..

|  | Molimo Vas, obratite pažnju na važno upozorenje u vezi sa temama iz oblasti medicine (zdravlja). |